# Jafaican
Jafaican är en engelsk dialekt (och/eller sociolekt) som har växt fram under 1900-talets senare del, och den talas huvudsakligen i områden med låg ekonomisk status. Enligt forskning från Queen Mary, University of London tar dialekten över territorium från cockney, och professor i sociolingvistik Paul Kerswill vid universitetet i Lancaster förutspår att den kommer ersätta cockneyn.
Dialekten innehåller många element från språk från Jamaica, Trinidad och Tobago och Västafrika. Även om namnet tyder på att dialekten är en slags falsk jamaicansk engelska, menar forskare att det inte är vita ungar som försöker spela coola som talar språket, utan snarare att "[det är] troligare att unga personer som har växt upp i London har utsatts för en blandning av engelska som andra språk och lokala londondialekter, och att denna nya dialekt har växt fram från den blandningen".
Språket talas mestadels av unga arbetarklasspersoner från innerstaden. Rapparna Dizzee Rascal och Ms Dynamite talar dialekten. Ord som sick för bra, creps för joggingskor och buff för attraktiv är typiska för dialekten.